# ريك ماهورن
ريك ماهورن (بالإنجليزية: Rick Mahorn)‏ مواليد 21 سبتمبر 1958 في هارتفورد، هو لاعب كرة سلة أمريكي تحول إلى التدريب بعد الاعتزال بدأ مسيرته الاحترافية في سنة 1980 وحمل الرقم 44 و4. يبلغ طوله 6 قدم 10 بوصة (2.1 م). اعتزل اللعب في 1999.

## فرق لعب لها
- واشنطن ويزاردز
- ديترويت بيستونز
- فيلادلفيا سفنتي سيكسرز
- فيرتوس روما
- بروكلين نتس

## روابط خارجية
- ريك ماهورن على موقع إن بي أي (الإنجليزية)
- ريك ماهورن على موقع سبورتس رفرنس (الإنجليزية)
- ريك ماهورن على موقع ريلجم (الإنجليزية)
- ريك ماهورن على موقع بروبوليرز (الإنجليزية)
- ريك ماهورن على موقع سبورتس رفرنس (الإنجليزية)
- ريك ماهورن على موقع قاعة فرجينيا للمشاهير الرياضية (الإنجليزية)